# Тайлеп (река)
Тайлеп — река в России, протекает по Новокузнецкому району Кемеровской области.
Устье реки находится в 2 км по правому берегу реки Кинерка (приток Кондомы). Длина реки составляет 14 км.

## Данные водного реестра
По данным государственного водного реестра России относится к Верхнеобскому бассейновому округу, водохозяйственный участок реки — Кондома, речной подбассейн реки — Томь. Речной бассейн реки — (Верхняя) Обь до впадения Иртыша.